# 北海道テレメッセージ
北海道テレメッセージ（ほっかいどうテレメッセージ）は、かつて1980年代後半から1990年代にかけて北海道をサービスエリアとしてポケットベルなどの事業を行っていた企業。

## 概要
1986年に、ホシ伊藤・北海道電力・北海道新聞社・北海道放送・北海道拓殖銀行・伊藤組土建・丸井今井・北海道ガスら道内企業20社の共同出資により設立された。
当時はテレメの通称で知られ、1990年代中盤の爆発的なポケベル人気の中でNTTドコモと並んで加入者を急増させたが、その後ポケベル人気の中核をなしていた高校生から20代前半の若者らが携帯電話やPHSに急速に移行したことから基地局などの通信設備が過剰となり、その減価償却などに苦しむこととなった。当時は株式会社アステル北海道に4.0%ほど出資していた。
1999年12月には道内5ヶ所の営業所を閉鎖するなど経営合理化に務めたものの業容は改善せず、2000年7月1日開催の株主総会で解散を決議し、その後会社清算に至った。負債総額は約55億円。なお、解散直近（2000年3月期）の年間売上高は約6億5000万円であった。

## 役員
- 代表取締役会長 - 小林 冨治
- 代表取締役社長 - 三宮 誠一
- 取締役相談役 - 伊藤 太郎
- 取締役 - 山口 正宏、岡野 隆、草野 悟
- 監査役 - 水戸 重光、山川 寛之

## 沿革
- 1986年11月1日 - 設立
- 1987年
  - 4月24日 - 第一種電気通信事業許可[2]
  - 7月28日 - 無線呼び出しサービス契約約款認可取得。
  - 10月1日 - 札幌・小樽・岩見沢・千歳などにおいて開業。[3]
- 1988年 - 函館・旭川地区開業、各営業所設置。
- 1989年 - 帯広・釧路地区開業、各営業所設置、室蘭・苫小牧地区サービス開始。
- 1991年 - 滝川・深川地区サービス開始、道央―道北縦貫ラインを完成。
- 1992年 - 北見・網走地区開業。北見営業所開設。全道一円のサービス拠点を完成。
- 1993年 - 名寄・士別・倶知安・定山渓地区開業。
- 1994年 - 留萌・富良野・芦別・静内地区開業。
- 1995年 - 江差・紋別・遠軽・弟子屈・中標津・根室地区開業。
- 1996年 - 浦河・広尾・足寄・稚内地区開業。
- 1997年 - 洞爺・登別地区を拡充・整備。

エリア市町村数：34市・122町14村170＝全道比80.2%
エリア市人口：5,474千人＝全道比96.2%。
- 2000年
  - 6月28日 - 解散を定時株主総会で決議[4]
  - 7月1日 - 解散[4]

## 通信端末
詳細はテレメッセージ内の通信端末を参照のこと。

## 宣伝活動など

### イメージキャラクター
- 石川秀美
- 佐藤藍子
- 鈴木蘭々
- 鈴木杏樹
- 高倉香織
- 遠山景織子
- 中谷美紀
- 爆笑問題
- 前田愛
- 松雪泰子